# Huahinerall
Huahinerall (Gallirallus storrsolsoni) är en förhistorisk utdöd fågel i familjen rallar inom ordningen tran- och rallfåglar.

## Förekomst
Huahinerallen var endemisk för ön Huahine i Sällskapsöarna. Den är enbart känd från subfossila lämningar funna vid Fa'ahia, en tidig polynesisk bosättningsplats som genom kol-14-metoden dateras till mellan 700- och 1200-talet. Den försvann troligen på grund av jakt och möjligen predation från införda djurarter. Huahinerallen är en av flera arter som dog ut antingen lokalt eller globalt efter att ön befolkades av människan.

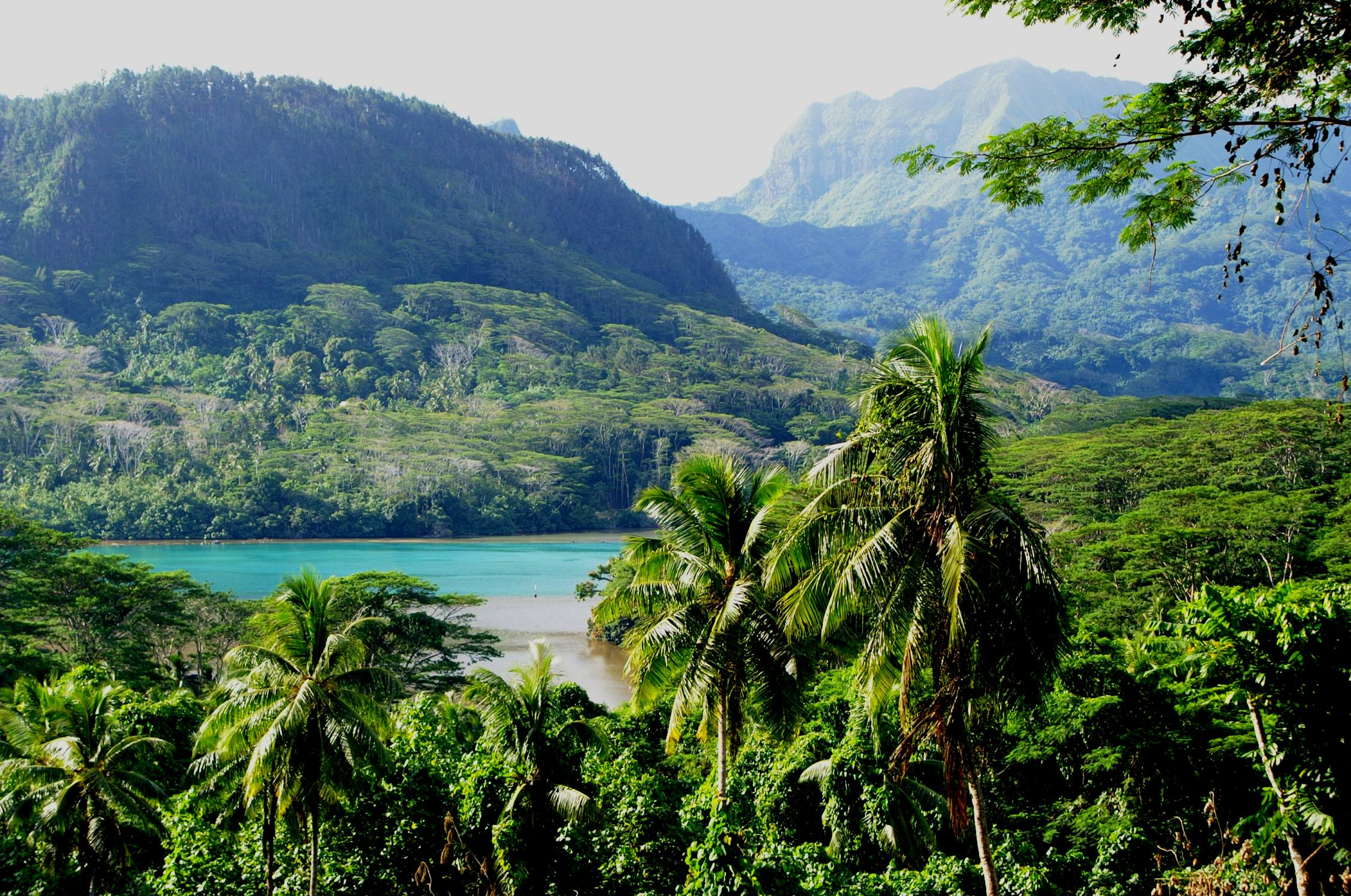
Ön Huahine.

## Kännetecken
Huahinerallen var en medelstor rall, jämförbar i storlek med rostbandad rall. Den hade dock mycket kortare vingar och kraftigare ben, vilket tolkats med att den var marklevande och flygoförmögen. 

## Namn
Artens vetenskapliga namn hedrar Storrs Olson och hans bidrag till systematik, paleontologi och evolution av flygoförmögna rallar.